# La Fureur (Québec)
Ne doit pas être confondu avec La Fureur (France).
La Fureur est une émission de télévision québécoise diffusée du 25 juin 1998 au 31 décembre 2007 sur la Télévision de Radio-Canada. Elle a été animée par Véronique Cloutier de juin 1998 à avril 2003, puis par Sébastien Benoît de septembre 2003 à 2007.

## Concept
Diffusée chaque semaine en direct du Studio 42 de la Maison de Radio-Canada, La Fureur réunit des personnalités québécoises divisées en deux équipes : une équipe de filles et une équipe de gars.
Les deux équipes s'affrontent sur des épreuves liées au domaine musical devant une foule d'environ 750 spectateurs. Des danseurs s'exécutent lors des différents intermèdes musicaux et des prestations d'artistes de la scène musicale ont lieu entre les jeux.

## Historique
La diffusion de l'émission débute en juin 1998.
En mai 2003, l'émission est suivie par environ 640 000 téléspectateurs.
Le 27 janvier 2007, La Fureur franchit le cap des 250 émissions. À cette date, elle a diffusé près de 2 200 chansons différentes (dont 71 % de contenu francophone) et offert environ 900 prestations devant quelque 250 000 spectateurs.
Le 5 janvier 2019, à l'occasion des 20 ans de la première diffusion, l'émission fait un retour en direct pour un seul soir.
Le 17 juillet 2019 pour la première fois dans l’histoire de La Fureur, une édition spéciale, à l’extérieur, fut présentée dans le cadre du Festival Juste pour rire à la Place des Festivals du Quartier des spectacles de Montréal. Cette édition, animée par Élyse Marquis et mise en scène par Joël Legendre, a fait revivre la nostalgie des belles années de La Fureur à la foule présente.
Après le succès du spécial 20 ans de La Fureur en janvier 2019, avec près de 1 900 000 téléspectateurs, Radio-Canada annonce qu’une nouvelle édition spéciale aura lieu sur les ondes d’Ici Radio-Canada Télé le samedi 4 janvier 2020 à 21 h. L’équipe des filles a remporté, pour une deuxième année consécutive, cette édition spéciale.
Une seconde édition de La Fureur, présentée au Festival Juste pour rire, était prévue en juillet 2020 et présentée par Élyse Marquis. En raison de la pandémie de la COVID-19, l’événement fut annulé.
Le 7 décembre 2024, une nouvelle édition spéciale est présentée à Radio-Canada, dans un format en direct de 90 minutes.

## Prix et distinctions
- 2003 : prix Gémeaux du meilleur concept adapté[8],[9].